# Concejo Regional Meguilot
El Concejo Regional de Meguilot (en hebreo: מועצה אזורית מגילות) (transliterado: Moatza Azorit Megilot), es un concejo regional ubicado en Cisjordania (Palestina), en concreto en el desierto de Judea, cerca de la orilla occidental del Mar Muerto. El concejo incluye seis asentamientos israelíes. Cuenta con solo unos 1.400 residentes, siendo el más concejo regional más pequeño de Israel en los territorios ocupados. Sus oficinas municipales se encuentran en Vered Yeriho. La unidad de búsqueda y rescate fue establecida por voluntarios de Maguén David Adom y la policía israelí en 1994.
Los asentamientos israelíes son ilegales según el derecho internacional. El artículo 49 del Cuarto Convenio de Ginebra, del que Israel es firmante, especifica que «la Potencia ocupante no podrá efectuar la evacuación o el traslado de una parte de la propia población civil al territorio por ella ocupado». El 19 de julio de 2024, la Corte Penal Internacional dictaminó que los asentamientos israelíes «violan el derecho internacional» y ordenó que Israel debe «detener los asentamientos y evacuar a los colonos».

## Asentamientos

### Asentamientos comunitarios
- Ovnat

### Kibutz
- Almog
- Beit HaArava
- Mitzpe Shalem
- Kalia

### Moshavim
- Vered Yeriho